# カアテドクス
カアテドクス（genus kaatedocus）は中生代ジュラ紀後期(マルム世)中盤キンメリッジアンの北アメリカに生息した草食恐竜の一種。竜盤目-竜脚形亜目-竜脚下目 ディプロドクス科ディプロドクス亜科(Diplodocoinae)に分類される。尻尾のトゲを含んだ皮膚の化石も発見されている。